# 24 Pułk Czołgów

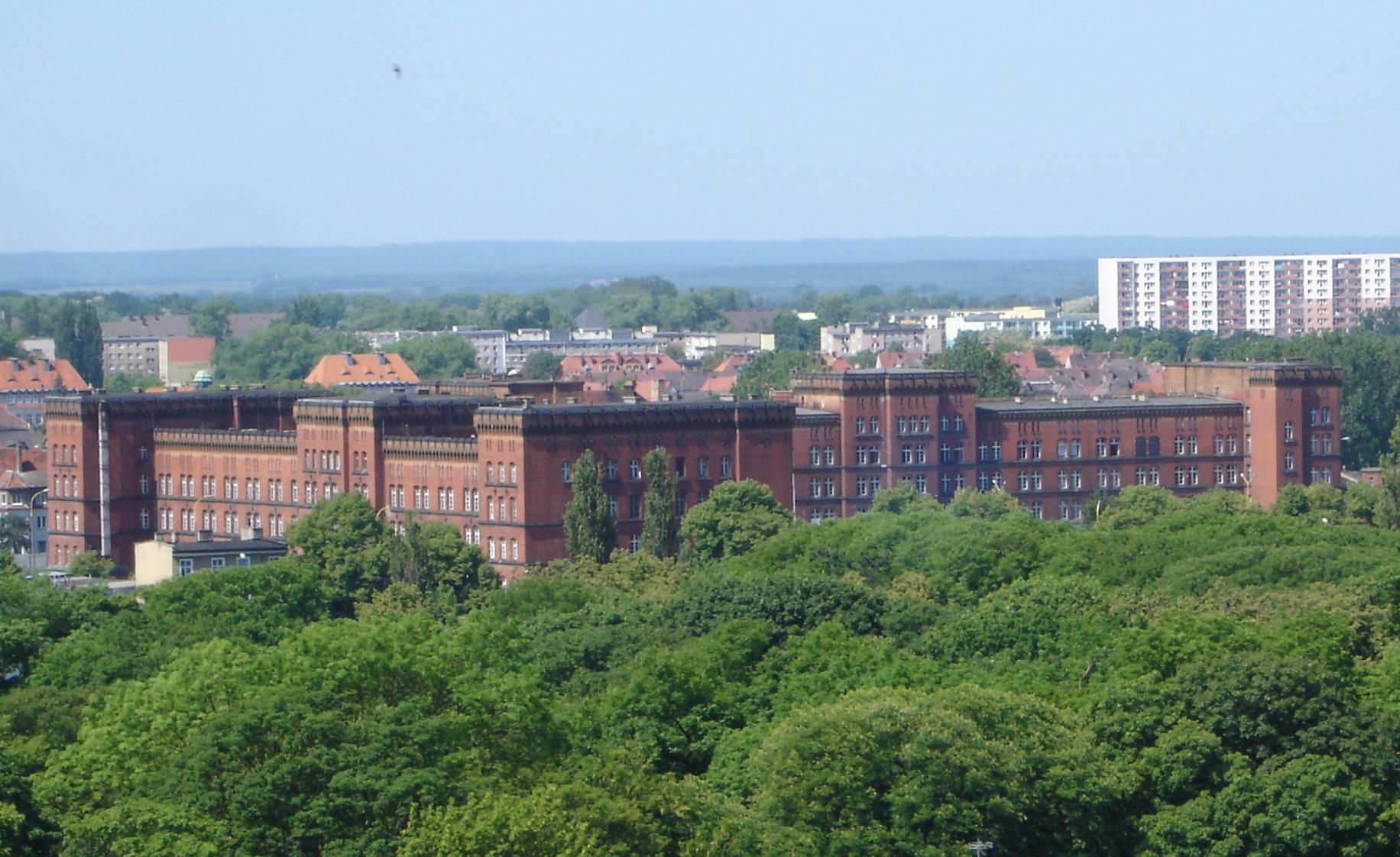
Czerwone Koszary

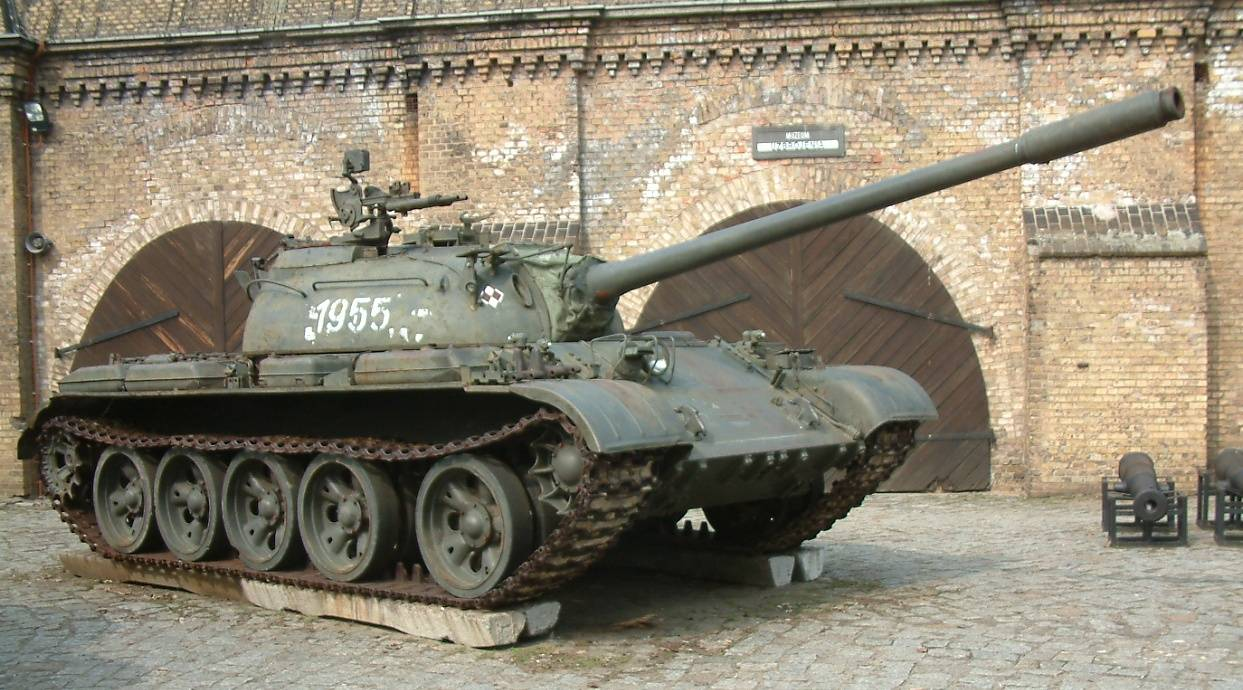
Czołg podstawowy pułku -T-55

24 Drezdeński pułk czołgów średnich – oddział wojsk pancernych ludowego Wojska Polskiego.
Powstał z przemianowania w 1967 20 pułku czołgów. Wchodził w skład 20 Warszawskiej Dywizji Pancernej im. marsz. Konstantego Rokossowskiego. 
Stacjonował w garnizonie Stargard Szczeciński, w „czerwonych koszarach”. Znakiem taktycznym pułku, malowanym na pojazdach, była sowa wpisana w okrąg.
Rozformowany w 1990.

## Dowódcy pułku
- ppłk dypl. Mieczysław Manulik – (1967–1973)
- mjr dypl. Henryk Szumski – (1973–1976)
- mjr dypl. Janusz Świtała – (1976–1979)
- mjr dypl. Tadeusz Wysokiński – (1978–1981)
- ppłk dypl. Adam Orkiszewski – (1981–1983)
- mjr dypl. Romuald Cytowicz –  (1983–1986)
- mjr dypl. Zdzisław Goral – (1986–1989)
- mjr dypl. Wojciech Roszak – (1989–1990)

## Struktura organizacyjna
Dowództwo i sztab – 1 T-55
- 5 kompanii czołgów – 16 T-55
- bateria plot – 4 ZSU-23-4
- kompania rozpoznawcza – 7 BRDM-2
- kompania saperów – 4 BLG, BRDM-2, 5 SKOT
- kompania piechoty zmechanizowanej – BWP
- kompania łączności
- kompania medyczna
- kompania remontowa
- kompania zaopatrzenia
- pluton ochrony i regulacji ruchu
- pluton chemiczny

## Tradycje
Zgodnie z rozkaz nr 025/MON z 30 września 1967 w sprawie przekazania jednostkom wojskowym historycznych nazw i numerów oraz ustanowienia dorocznych świąt jednostek  Dz. Roz. Tjn. MON Nr 10, poz. 53, pułk  przyjął tradycje 24 Drezdeńskiego pułk artylerii pancernej z 1 Drezdeńskiego Korpusu Pancernego. Swoje święto obchodził 22 kwietnia.